# Сполдінг (Іллінойс)
Сполдінг (англ. Spaulding) — селище (англ. village) в США, в окрузі Сенґамон штату Іллінойс. Населення — 801 особа (2020).

## Географія
Сполдінг розташований за координатами 39°51′58″ пн. ш. 89°32′45″ зх. д. / 39.86611° пн. ш. 89.54583° зх. д. (39.866168, -89.545859).  За даними Бюро перепису населення США в 2010 році селище мало площу 2,05 км², з яких 2,04 км² — суходіл та 0,00 км² — водойми.

## Демографія
Згідно з переписом 2010 року, у селищі мешкали 873 особи в 315 домогосподарствах у складі 261 родини. Густота населення становила 426 осіб/км².  Було 323 помешкання (158/км²).
Расовий склад населення:
| - 97,9 % — білих - 0,6 % — азіатів - 0,5 % — чорних або афроамериканців |

До двох чи більше рас належало 0,6 %. Частка іспаномовних становила 1,3 % від усіх жителів.
За віковим діапазоном населення розподілялося таким чином: 25,9 % — особи молодші 18 років, 65,3 % — особи у віці 18—64 років, 8,8 % — особи у віці 65 років та старші. Медіана віку мешканця становила 40,1 року. На 100 осіб жіночої статі у селищі припадало 96,6 чоловіків;  на 100 жінок у віці від 18 років та старших — 100,3 чоловіків також старших 18 років.
Середній дохід на одне домашнє господарство  становив 92 361 долар США (медіана — 83 333), а середній дохід на одну сім'ю — 100 751 долар (медіана — 92 500). За межею бідності перебувало 2,6 % осіб, у тому числі 2,6 % дітей у віці до 18 років та 2,2 % осіб у віці 65 років та старших.
Цивільне працевлаштоване населення становило 456 осіб. Основні галузі зайнятості: освіта, охорона здоров'я та соціальна допомога — 17,3 %, публічна адміністрація — 15,6 %, роздрібна торгівля — 14,0 %.